# Aviación Militar Venezolana
L'Aviación Militar Venezolana, ufficialmente Aviación Militar Nacional Bolivariana e precedentemente Fuerza Aérea Venezolana (FAV), dal 2006 è l'aeronautica militare del Venezuela e parte integrante delle forze armate venezuelane. Si tratta di un corpo armato professionale nato per la difesa della sovranità del Venezuela e del proprio spazio aereo.
La presenza di un'aviazione militare nel territorio si ha dal 10 dicembre 1920 quando viene fondata una scuola d'aviazione. Successivamente assunse l'autonomia di forza aerea indipendente con la precedente denominazione nel periodo 1949 - 2006

## Aeromobili in uso
Sezione aggiornata annualmente in base al World Air Force di Flightglobal del corrente anno. Tale dossier non contempla UAV, aerei da trasporto VIP ed eventuali incidenti accorsi durante l'anno della sua pubblicazione. Modifiche giornaliere o mensili che potrebbero portare a discordanze nel tipo di modelli in servizio e nel loro numero rispetto a WAF, vengono apportate in base a siti specializzati, periodici mensili e bimestrali. Tali modifiche vengono apportate onde rendere quanto più aggiornata la tabella.
| Aeromobile                            | Origine        | Tipo                                                                           | Versione (denominazione locale) | In servizio (2024) | Note | Immagine |
| Aerei da combattimento                |                |                                                                                |                                 |                    | |          |
| Sukhoi Su-30 Flanker                  | Russia         | cacciabombardiere multiruolo                                                   | Su-30MKV Flanker                | 21                 | 24 Su-30MKV acquistati nel 2006. Un esemplare è precipitato il 17 settembre 2015. Un ulteriore esemplare è andato distrutto il 16 ottobre 2019. Un esemplare perso il 2 luglio 2023.                                                           |          |
| General Dynamics F-16 Fighting Falcon | Stati Uniti    | cacciabombardiereconversione operativa                                         | F-16A Block 15F-16B Block 15    | 31                 | 18 F-16A e 6 F-16B acquistati nel 1982 con il programma PEACE DELTA, consegnati nel 1983-1985. Aggiornati nel 1997 con pod di designazione bersagli Litening II e missili aria-aria Python-4IR, entrambi forniti dall'israeliana Rafael.       |          |
| Aerei per impieghi speciali           |                |                                                                                |                                 |                    | |          |
| Fairchild C-26 Metroliner III         | Stati Uniti    | aereo da guerra elettronica                                                    | C-26B EW                        | 1                  | 2 acquisiti di seconda mano nel 1996. |          |
| Dassault Falcon 20 Prometeo           | Francia        | aereo da guerra elettronica                                                    | Falcon 20DC                     | 2                  | |          |
| Aeromobili a pilotaggio remoto        |                |                                                                                |                                 |                    | |          |
| Qods Mohajer-2                        | Iran           | UAV                                                                            | Sant Arpia                      | 12                 | 12 UAV iraniani Mohajer-2 consegnati nel 2012-2013. |          |
| Aerei per il rifornimento in volo     |                |                                                                                |                                 |                    | |          |
| Boeing KC-137                         | Stati Uniti    | aereo da rifornimento in volo                                                  | KC-137A                         | 2?                 | 2 consegnate e ricavate da due B707 modificati in Israele nel 1991. Al gennaio 2021 i due esemplari risultano in organico ma non in grado di volare.                                                                                           |          |
| Aerei da trasporto                    |                |                                                                                |                                 |                    | |          |
| Lockheed C-130 Hercules               | Stati Uniti    | aereo da trasporto tattico                                                     | C-130H                          | 3                  | 8 C-130H consegnati in più lotti tra il 1970 ed il 1988. |          |
| Shaanxi Y-8                           | Cina           | aereo da trasporto tattico                                                     | Y-8F-200W                       | 8                  | 8 consegnati tra il 2012 ed il 2014. |          |
| Airbus A319                           | Unione europea | aereo da trasporto VIP                                                         | A319CJ                          | 1                  | |          |
| Short 360                             | Regno Unito    | aereo da trasporto tattico                                                     | Shorts 360-300                  | 2                  | |          |
| Beechcraft Super King Air             | Stati Uniti    | aereo da evacuazione medica                                                    | B200B350                        | 5                  | 5 B200 ricevuti nel 1982-1983. |          |
| Cessna 208 Caravan                    | Stati Uniti    | aereo da trasporto leggero                                                     | C208B                           | 2                  | 5 C208B ricevuti nel 1982-1983, di cui uno perso nel 2004 e uno il 6 novembre 2022. Un ulteriore C208B è stato perso il 29 luglio 2025. |          |
| Cessna 206                            | Stati Uniti    | aereo da trasporto leggero                                                     | C-206                           | 9                  | |          |
| Dornier Do 228                        | Germania       | aereo da trasporto leggero                                                     | Do 228NGDo 228-212              | 32                 | 10 aerei in consegna dal 2014 suddivisi in 2 aerei di seconda mano per l'addestramento e 8 della versione NG per il trasporto leggero. |          |
| Cessna Citation II                    | Stati Uniti    | aereo da trasporto VIP                                                         | Citation II                     | 1                  | |          |
| Aerei da addestramento                |                |                                                                                |                                 |                    | |          |
| Hongdu K-8 Karakorum                  | Cina           | aereo da addestramento intermedio                                              | K-8W                            | 23                 | 18 K-8W (nell'ordine erano compresi 100 missili aria-aria PL-5E) acquistati nel 2010-2012, 3 dei quali andati perduti, più un ulteriore lotto di 9 esemplari ordinati successivamente. Un ulteriore esemplare è stato perso il 18 giugno 2022. |          |
| Embraer EMB 312 Tucano                | Brasile        | aereo da addestramento basico                                                  | EMB 312V                        | 17                 | 31 EMB-312 (12 erano A-27 per missioni COIN) acquistati nel 1986-1987. 1 esemplare ha subito un incidente durante un atterraggio il 1 marzo 2021.                                                                                              |          |
| SIAI-Marchetti SF-260                 | Italia         | aereo da addestramento basico                                                  | SF-260EU                        | 10                 | 12 SF-260EU consegnati nel 2000-2002. |          |
| Diamond DA-42 Twin Star               | Austria        | aereo da addestramento basico                                                  | DA 42VI                         | 6                  | 6 DA 42VI acquistati nel febbraio del 2014, con consegne iniziate nel luglio successivo e completate nell'aprile del 2015. |          |
| Diamond DA-40 Diamond Star            | Austria        | aereo da addestramento basico                                                  | DA 40NG                         | 24                 | 24 DA 40NG acquistati nel febbraio del 2014, con consegne iniziate nel luglio successivo e completate nell'aprile del 2015. |          |
| Elicotteri                            |                |                                                                                |                                 |                    | |          |
| Aérospatiale AS 332 Super Puma        | Francia        | elicottero da trasporto medio e operazioni specialielicottero da trasporto VIP | AS332B1 AS532ACAS532UL          | 10                 | 8 consegnati nel 1989-1990. |          |
| Mil Mi-17 Hip                         | Russia         | elicottero da trasporto medioelicottero da trasporto VIP                       | Mi-17V-5Mi-172VIP               | 62                 | 6 Mi-17V-5 e 2 Mi-172VIP acquistati nel 2005 e tutti in servizio al giugno 2020. |          |
| Enstrom 480                           | Stati Uniti    | elicottero da addestramento                                                    | TH-480B                         | 12                 | 16 ordinati nel 2014 e tutti consegnati entro il 2017. Uno dei sedici esemplari in servizio è andato perso il 21 settembre 2018, portando a 15 il numero degli esemplari in organico.                                                          |          |
| Enstrom F-280                         | Stati Uniti    | elicottero da addestramento                                                    | F-280FX                         | 2                  | 2 consegnati dal 2011. |          |

## Aeromobili ritirati
- Boeing 737-200
- Cessna 182 Skylane
- Citation X
- Dassault Falcon 50
- Grumman Gulfstream IIB
- Dassault Mirage 50
- Canadair VF-5A Freedom Fighter - 16 esemplari (1972-2015)[16]
- Canadair VF-5D Freedom Fighter - 4 esemplari (1972-2015)[16]
- Northrop NF-5A Freedom Fighter - 1 esemplare (1993-2015)[16]
- Northrop NF-5B Freedom Fighter - 6 esemplare (1993-2015)[16]
- North American Rockwell OV-10E Bronco - 16 esemplari (1973-2012)
- North American Rockwell OV-10A Bronco - 10 esemplari (1991-2012)
- Bell 214ST - 3 esemplari (1982-2005)[17]
- North American T-2D Buckeye
- Aérospatiale SA 316A Alouette III - 21 esemplari (1968-2005)[18]

## Reparti di volo
Dati aggiornati al giugno 2016.
- Grupo Aéreo de Transporte Administrativo 4 - Base Aérea "Generalissimo Francisco de Miranda" - Caracas
  - Escuadrón 41 (A319CJ, ERJ190BJ, B737-200, Falcon 50 e Falcon 900EX)
  - Escuadrón 42 (AS532UL e Mi-172)
- Grupo Aéreo de Transporte Administrativo 5 - Base Aérea "Generalissimo Francisco de Miranda" - Caracas
  - Escuadrón 51 (Beech 200, Beech 300 e Beech 350)
  - Escuadrón 53 (Ce500, Ce550 e Ce750)
- Grupo Aéreo de Transporte 6 - Base Aérea "El Libertador" - Palo Negro
  - Escuadrón 61 (C-130HV, Y-8F-200W)
  - Escuadrón 62 (Shorts 360-300)
- Grupo Aéreo de Transporte 9 "Tucanes" - Base Aérea "Cacique Aramare" - Puerto Ayacucho
  - Escuadrón 91 "Pemones" (Ce206H, CeT206H e Ce208B)
  - Escuadrón 92 "Guajibos"  (Do228-212)
  - Escuadrón 93 "Maruhuaca" (Ce750)
- Grupo Aéreo de Operaciones Especiales 10 "Cobras" - Base Aérea "El Libertador" - Palo Negro
  - Escuadrón 101 "Guerreros" (AS332B1 e AS532AC)
  - Escuadrón 102 "Piaroas" (Enstrom F280FX)
  - Escuadrón 103 (C-S.A.R.)
- Grupo Aéreo de Caza 11 "Diablos" - Base Aérea "Capitan Manuel Rios Guarico" - El Sombrero
  - Escuadrón 33 "Halcones" (Su-30MK2V)
  - Escuadrón 34 "Caciques" (Su-30MK2V)
- Grupo Aéreo de Caza 12 "Grifos" - Base Aérea "Tenente Vincente Landaeta Gil" - Barquisimeto
  - Escuadrón 35 "Panteras" (K-8VV)
  - Escuadrón 36 "Jaguares" (K-8VV)
- Grupo Aéreo de Caza 13 "Leones" - Base Aérea "Teniente Luis del Valle García" - Barcelona
  - Escuadrón 131 "Cayaurima" (Su-30MK2V)
  - Escuadrón 132 "Yavire" (Su-30MK2V)
  - Escuadrón 133 "Urimare" (Su-30MK2V)
- Grupo de Entrenamiento Aéreo 14 "Escorpiones" - Base Aérea "Mariscal Sucre" - Boca del Río
  - Escuadrón Primario 141 "Aguiluchos" (Cessna 182 e F260EU)
  - Escuadrón Básico 142 "Yavire" (EMB312)
  - Escuadrón Tactico 143 "Urimare" (EMB312)
  - Escuadrón Ultralivianos (Challenger II)
- Grupo Aéreo de Operaciones Especiales 15 "Potros" - Base Aérea "General en Jefe Rafael Urdaneta" - Maracaibo
  - Escuadrón 151 "Linces" (OV-10A e OV-10E)
  - Escuadrón 152 "Avispones" (K-8VV)
- Grupo Aéreo de Caza 16 "Dragones" - Base Aérea "El Libertador" - Palo Negro
  - Escuadrón 161 "Caribes" (F-16A e F-16B)
  - Escuadrón 162 "Gavilanes" (F-16A e F-16B)
- Grupo Aéreo de Operaciones Especiales 17 "Arpias" - Base Aérea "Teniente Coronel Teofilo Méndez" - Puerto Ordaz
  - Escuadrón 171 "Waraos" (Mi-17V-5)
- Grupo de Entrenamiento Aéreo 18 - Base Aérea "Mariscal Sucre" - Boca del Río
  - Escuadrón Primario 191 "Domu Auka" (Enstrom F480B)
  - Escuadrón Básico 192 "Otoida Nihakana" (Enstrom F480B)
- Grupo de Entrenamiento Aéreo 19 - Base Aérea "Mariscal Sucre" - Boca del Río
  - Escuadrón Primario 181 (DA40NG)
  - Escuadrón Básico 182 (DA42VI)
- Grupo Aéreo de Inteligencia, Vigilancia y Reconocimiento Electronico 85 "Cuervos" - Base Aérea "El Libertador" - Palo Negro
- Escuadrón 851 "Aguilas" (Falcon 20C-EW)
- Escuadrón de Inteligencia de Señales 852 "Guacharos" (C-26B)
- Escuadrón de Vuelo No Tripulado 83 "Cari Cari" (UAV Arpia e UAV Venezolano)